# Kornel Morawiecki

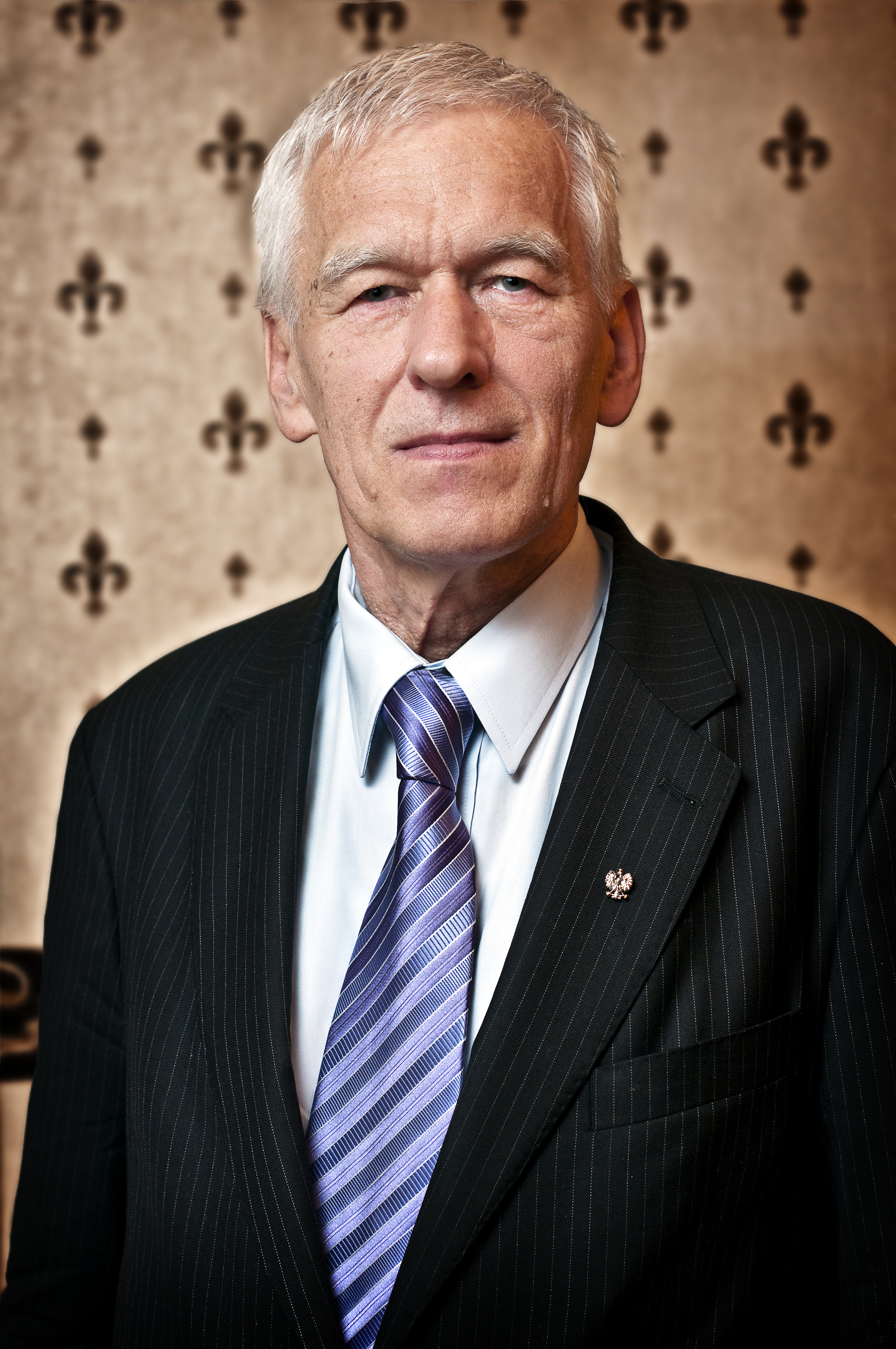
Kornel Morawiecki (2010)

Kornel Andrzej Morawiecki (* 3. Mai 1941 in Warschau; † 30. September 2019 ebenda) war ein polnischer Politiker, Physiker, Hochschullehrer sowie Sejm-Abgeordneter und dessen Altersmarschall für die 8. Legislaturperiode. Während der Volksrepublik Polen war er antikommunistischer Dissident und 1982 Gründer der Solidarność Walcząca (Kämpfenden Solidarität). Sein Sohn Mateusz Morawiecki war von 2017 bis 2023 Ministerpräsident der Republik Polen.

## Leben

### Berufslaufbahn
Kornel Morawiecki absolvierte im Jahr 1958 am Adam-Mickiewicz-Gymnasium in Warschau die Matura. 1966 beendete er ein Physikstudium an der Universität Breslau und promovierte 1970 über die Quantenfeldtheorie. Ehemals Wissenschaftler an den Fakultäten für Physik und Mathematik war er von 1973 bis 2009 an dem Institut für Mathematik und Informatik der Technischen Universität Breslau angestellt.

### Widerstand gegen das kommunistische Regime
Er nahm 1968 an Studentenprotesten teil und wandte sich durch Flugblattverteilung gegen die Unterdrückung der März-Unruhen sowie gegen die militärische Intervention während des Prager Frühlings. Er engagierte sich 1970 im Aufstand vom Dezember. Im Jahre 1979 schloss er sich dem Samisdat Biuletyn Dolnośląski (deutsch „Niederschlesisches Bulletin“) an.
Morawiecki war Mitorganisator des August-Streiks 1980 in Breslau. Im September fungierte er in den regionalen Strukturen der Solidarność. Nach Ausrufung des Kriegsrechts in Polen am 13. Dezember 1981 gründete und führte er ab 1982 die Solidarność Walcząca (Kämpfende Solidarität).
Die Kämpfende Solidarność akzeptierte keine Reformen des Systems, sondern kämpfte für dessen grundsätzliche Abschaffung, daher beteiligte sie sich 1989 auch nicht an den Gesprächen am Runden Tisch mit den kommunistischen Führern Polens. „Sterben für die Freiheit“, war wesentlicher Bestandteil des zu leistenden Eides für die Mitglieder der Kämpfenden Solidarność.
Mit dem sowjetischen Oppositionellen Mikołaj Iwanow und Anhängern des Biuletyn Dolnośląski richtete Kornel Morawiecki einen Appell an die in Polen stationierten Truppen der Sowjetarmee, was zu seiner Inhaftierung führte. Kornel Morawiecki wurde nach einer Streikdrohung wieder freigelassen.
Nach der Festnahme durch den Sicherheitsdienst SB im November 1987 kam er in das Gefängnis Mokotów. Auf Initiative der Konfederacja Polski Niepodległej wurde in den USA ein Komitee zur Freilassung von Kornel Morawiecki gegründet. Auf Anraten von Jan Olszewski verließ er am 30. April 1988 Polen. Drei Tage später scheiterte seine Rückkehr mit einer Ausweisung nach Wien. Schließlich kehrte er Ende August 1988 wieder zurück.

### Werdegang nach Überwindung des kommunistischen Herrschaftssystems
Wegen nicht ausreichender Unterstützungsunterschriften scheiterte 1990 die Kandidatur für die erste Präsidentschaftswahl. Auch sein Antreten zur Parlamentswahl 1991 blieb für ihn erfolglos.
Als Gegner der am „Runden Tisch“ getroffenen Vereinbarungen anlässlich der Systemtransformation Polens stieß er im öffentlich-rechtlichen Fernsehen symbolisch einen runden Tisch um.
Zur Parlamentswahl 2015 erzielte er für die Kukiz-Bewegung ein Abgeordnetenmandat,
verließ die Parlamentsfraktion jedoch am 14. April 2016 nach dem Ausschluss der Abgeordneten Małgorzata Zwiercan. Sie hatte entgegen einer oppositionsübergreifenden Vereinbarung für einen Kandidaten zum Verfassungsgericht votiert und zudem zweimal im Namen von Kornel Morawiecki abgestimmt.
Morawiecki gründete den Abgeordnetenzirkel Wolni i Solidarni und hatte zugleich dessen Vorsitz inne.
Im Januar 2019 machte Morawiecki bekannt, dass er an Pankreaskrebs erkrankt ist und sich einer OP unterziehen musste. Im Spätsommer 2019 kam es zu einer Progredienz der Krankheit, Morawiecki wollte sich dennoch bei der für den 13. Oktober angesetzten Parlamentswahl um einen Sitz im Senat für die PiS bewerben. Er verstarb am 30. September 2019 im Warschauer Regierungskrankenhaus. Für Morawiecki wurde ein Staatsbegräbnis angeordnet: nach der Aufbahrung im Sejm-Gebäude wurde er am 5. Oktober 2019 auf dem Warschauer Powązki-Friedhof bestattet.

## Familie
Kornel Morawiecki war der Vater von Mateusz Morawiecki.

## Auszeichnungen
Morawieckis Engagement für die Freiheit und Unabhängigkeit Polens wurde am 29. April 1988 von dem Präsidenten der Polnischen Exilregierung mit dem Orden Polonia Restituta (Offizier) ausgezeichnet.
Zum 25. Jahrestag der Solidarność Walcząca verzichtete er 2007 Medienberichten zufolge auf den Orden Polonia Restituta (Großkreuz). Die Organisation hätte seiner Ansicht nach die höchste Auszeichnung verdient, die in Polen vergeben werden kann, den Orden des Weißen Adlers. Am 27. September 2019 wurde ihm schließlich persönlich der Orden des Weißen Adlers zugesprochen.
Im März 2019 erhielt Morawiecki das Komturkreuz mit Stern des Ungarischen Verdienstordens.
2016 verlieh ihm das Nachrichtenmagazin Wprost den Kisiel-Preis.